# Coppa Latina 1956
La Coppa Latina 1956 fu la 7ª edizione dell'omonima competizione. Disputata a Milano, venne vinta dai padroni di casa del Milan.

## Partecipanti
| N° | Nazione               | Squadra         | Campionato                       | Note                                                                          |
| -- | --------------------- | --------------- | -------------------------------- | ----------------------------------------------------------------------------- |
| 4  | Francia (bandiera)    | Nizza           | 1º in Division 1 1955-1956       |                                                                               |
| 1  | Italia (bandiera)     | Milan           | 2º in Serie A 1955-1956          | Fiorentina (1ª Italia 1955-1956) rinuncia                                     |
| 3  | Portogallo (bandiera) | Benfica         | 2º in Primeira Divisão 1955-1956 | Porto (1ª Portogallo 1955-1956, 1ª Coppa del Portogallo 1955 - 1956) rinuncia |
| 2  | Spagna (bandiera)     | Athletic Bilbao | 1º in Primera División 1955-1956 | 1ª Coppa di Spagna 1955 -1956                                                 |

## Avvenimenti

La formazione del Milan scesa in campo nella vittoriosa finale contro l'Athletic Bilbao

Ospitata a Milano tra il giugno e il luglio del 1956, l'edizione vide l'Italia rappresentata dal Milan secondo classificato nel campionato italiano, dopo la rinuncia dei freschi scudettati della Fiorentina; i gigliati non presero parte alla manifestazione causa l'impossibilità di schierare una formazione competitiva: una concomitante tournée sudamericana della nazionale azzurra aveva infatti privato i toscani di ben dieci dei suoi tesserati.
Declinò anche il Porto, sostituito dal Benfica che, pur chiudendo il torneo lusitano a pari punti coi rivali, si era visto sfuggire il successo per la peggior differenza reti. Athletic Bilbao e Nizza, vincitori del titolo nazionale rispettivamente in Spagna e Francia, completarono il lotto dei partecipanti.
Nella prima semifinale, un Milan piuttosto rimaneggiato superò il Benfica per 4-2 grazie anche all'apporto di giovani elementi quali Bagnoli e Radice. Nella successiva sfida eliminatoria, l'Athletic ebbe la meglio 2-0 del Nizza, che poi perse 1-2 ai supplementari anche la finale di consolazione contro i portoghesi.
Nella partita che andava ad assegnare la coppa, all'Arena Civica furono i meneghini a prevalere sugli iberici per 3-1; al vantaggio rossonero del baby Bagnoli nel primo tempo, rispose all'inizio della seconda frazione Artetxe per i biancorossi, prima che nel finale le reti di Dal Monte e Schiaffino permettessero ai milanesi di aggiudicandosi il trofeo per la seconda volta nella loro storia.

## Risultati

### Semifinali
| Arbitro: | Arqua |

|                                             |           |                       |
| Mariani 18’ Schiaffino 40’, 57’ Bagnoli 72’ | Marcatori | 52’ Coluna 65’ Caiado |

| Milano 30 giugno 1956                               | Athletic Bilbao | 2 – 0 | Nizza |  |
| \| \| \| \| \| Markaida 14’, 32’ \| Marcatori \| \| |                 |       |       |  |
|                                                     |                 |       |       |  |
| Markaida 14’, 32’                                   | Marcatori       |       |       |  |

### Finale 3º posto
| Milano 3 luglio 1956                                                 | Benfica   | 2 – 1        | Nizza |  |
| \| \| \| \| \| Cavém 116’ Águas 132’ \| Marcatori \| 102’ Milazzo \| |           |              |       |  |
|                                                                      |           |              |       |  |
| Cavém 116’ Águas 132’                                                | Marcatori | 102’ Milazzo |       |  |

### Finale 1º posto
| Arbitro: | Guigue |

|                                          |           |             |
| Bagnoli 21’ Dal Monte 80’ Schiaffino 86’ | Marcatori | 50’ Artetxe |

## Classifica marcatori
|  | Gol | Marcatore               | Squadra |
|  | --- | ----------------------- | ------- |
|  | 3   | Juan Alberto Schiaffino | Milan   |